# Обладать
«Обладать» (англ. Possession: A Romance) — роман Антонии Сьюзен Байетт. Впервые опубликован в Англии в 1990 году, в том же году стал лауреатом Букеровской премии, а американский еженедельный журнал Time включил «Обладать» в список ста лучших романов, написанных на английском языке с 1923 по 2005 год, а вскоре после этого и в 200 лучших книг по версии Би-би-си.

## Сюжет
В центре романа две линии: первая — история двух выдуманных поэтов Викторианской эпохи, Рандольфа Генри Падуба (в оригинале его имя — Randolph Henry Ash, а его образ напоминает Роберта Браунинга и Альфреда Теннисона) и Кристабель Ла Мотт (прототипом которой является Кристина Россетти), вторая — история современных учёных и литературоведов Роланда Митчелла и Мод Бейли.
Завязкой сюжета можно считать сцену, в которой Роланд Митчелл, исследователь творчества Падуба, берёт в Лондонской библиотеке том «Оснований новой науки» Вико, принадлежавший некогда поэту, и обнаруживает между страниц черновики писем, адресованных неизвестной женщине. Это обстоятельство интригующе вдвойне: во-первых, Роланду первому попали в руки эти черновики, во-вторых, Падуба всегда считали любящим и верным мужем, ибо до сих не находилось ни одного свидетельства тому, что у поэта могла быть интрига на стороне.
Подчинившись импульсу, Роланд выкрадывает черновики в надежде выяснить, кому писал Падуб, было ли, в конце концов, отправлено письмо и дошло ли оно до адресата. Догадки приводят его к Кристабель Ла Мотт, поэтессе, которую в двадцатом веке оценило по достоинству феминистическое течение в литературоведении. Доктор Мод Бейли из Линкольнского университета, исследующая жизнь и творчество Кристабель Ла Мотт, присоединяется к Роланду в его расследовании. Вместе они находят переписку Падуба и Ла Мотт; в поисках намёков на их отношения перечитывают дневники жены Падуба, Эллен, и подруги Кристабель, Бланш Перстчет (в оригинале — Blanche Glover). Шаг за шагом восстанавливая историю любви двух поэтов, Роланд и Мод влюбляются друг в друга, словно тени давно ушедших из этого мира Рандольфа и Кристабель.
Отношения Падуба и Ла Мотт, стань они известны широкой публике, повлекли бы за собой сенсацию в научном мире, и у Роланда с Мод появляются конкуренты, стремящиеся докопаться до истины первыми, например, профессор Мортимер Собрайл, готовящий фундаментальное Полное собрание писем Рандольфа Генри Падуба. В конечном итоге, однако, автор дарует всем героям примирение: сидя вместе в одной комнате, они читают письмо Кристабель, в котором раскрывается последняя загадка: что стало с незаконнорождённым ребёнком Падуба и Ла Мотт. Печальная и очень викторианская история их любви получает счастливое, хотя и несколько ироничное разрешение посредством романа между Роландом Митчеллом и Мод Бейли, а перед Роландом к тому же открываются достойные перспективы научной карьеры.
Название романа (англ. possession — одержимость, страсть, желание обладать) обыгрывается в тексте с разных сторон: это и страсть влюблённых обладать друг другом, и стремление исследователя узнать истину, и желание коллекционера обладать вещами, которые принадлежали Падубу. В тексте встречаются отрывки из произведений, написанных рукой Падуба и Ла Мотт (а на самом деле, конечно, самой А. С. Байетт), критических работ и исследований, биографий, дневников. В качестве одной из важных структурных деталей, дающих читателю представление о чём будет идти речь, Байетт использует эпиграфы — как к отдельным главам, так и к роману в целом.

## Экранизация
В 2002 году на экраны вышел фильм по книге, названный в русском дубляже «Одержимость». Сюжет, по сравнению с книгой, несколько упрощен, а из произведений Падуба и Ла Мотт, щедро разбросанных по тексту романа, цитируются лишь несколько отрывков. Один из главных героев, английский учёный Роланд Митчелл, в фильме превращается в американца, зато исчезает романная американка, колоритная исследовательница творчества Ла Мотт, феминистка и бисексуалка Леонора Стерн, а также подруга Роланда по имени Вал, над отношениями с которой он много и подробно рефлексирует в книге.
В ролях:
- Аарон Экхарт — Роланд Митчелл
- Гвинет Пэлтроу — Мод Бейли
- Джереми Нортэм — Рандольф Генри Эш (Падуб)
- Дженнифер Или — Кристабель Ла Мотт
- Лина Хиди — Бланш Гловер (Перстчет)